# ورشة حدادة
المَحْدَدَة أو ورشة الحدادة (أو دكان الحدادة) هي الورشة (مكان العمل) التي ينجز فيها الحدّاد أعماله، وهي تحوي على كافة المعدات من موقد ومن أدوات تمكنه من تطريق المعادن والفلزات على السندان لتأخذ الشكل المطلوب.
تستخدم حالياً أسطوانات الغاز من أجل تأمين مصدر حراري لعمليات الحدادة، أما في الماضي فكان من الضروري وجود فرن أو موقد، والذي كان عاملاً على الفحم بمختلف أنواعه، سواء الفحم القاري أو النباتي أو فحم الكوك.